# Browneopsis excelsa
Browneopsis excelsa är en ärtväxtart som beskrevs av Henri François Pittier. Browneopsis excelsa ingår i släktet Browneopsis och familjen ärtväxter. IUCN kategoriserar arten globalt som sårbar. Inga underarter finns listade i Catalogue of Life.